# Rotáció (zene)
A műsorszórásban a rotáció  a dalok vagy videóklipek korlátozott lejátszási listájának ismétlődő sugárzása a rádió- vagy televízióadókon. A zeneszámokat rendszerint nem ugyanabban a sorrendben játsszák le újra, azonban még sincsenek teljesen véletlen sorrendbe rendezve, nehogy túl hamar vagy túl későn kerüljön ismét adásba egy zeneszám. Az új zenéket játszó adóknak tipikusan rövid, körülbelül 4 órás rotációja van, míg a „klasszikus” számokat játszó adóknak akár 8 órás rotációja is lehet. Az iskolai és a független rádióadóknak néha egyáltalán nincs rotációja, ezeknél a zenei szerkesztő ad le javasolt zeneszámokat tartalmazó listákat a lemezlovasoknak, de akár teljesen szabad formájúak is lehetnek. A műsorszórás-automatizáló rendszerek jól kezelik a kisebb rotációkat, ezzel megkönnyítve a robojock folyamatát. A kereskedelmi adóknál általában még akkor is az automatizáló rendszer választja ki a következő zeneszámot a rotációból még ha tartózkodik is ember a stúdióban, így a lemezlovasok egyszerű bemondók lesznek.
A magas rotáció (angol nyelven heavy rotation vagy power rotation) fogalom azon dalok listájára vonatkozik, melyek a legtöbb műsoridőt kapják a rádióadókon. A magas rotációban lévő dalokat számos alkalommal játsszák le 24 óra alatt. Az ugyanazon dalok naponkénti többszöri lejátszásának egyik oka az, hogy sok hallgató azért kapcsol az adóra, hogy a kedvenc dalát hallhassa, illetve mivel sokan nem hallgatnak rádiót huzamosabb ideig. Ez azonban hallgatói fáradtsághoz vezethet az üzletekben dolgozó személyeknél, akik naponta többször is hallják ugyanazon dalokat.
A „holdi rotációba” (angolul lunar rotation) helyezett dalokat kizárólag csúcsidőn kívüli órákban játsszák, általában késő este. Ennek több oka is lehet, így például az ilyen dalok általában nem lettek slágerek és csak a lemezlovas vagy a zenei szerkesztő személyes ízlése miatt kerülnek adásba vagy, hogy mivel napközben nem játszhatják le ezeket a zenei tartalmakra vonatkozó szigorúbb nappali szabályozások miatt.